# Cesarica Koken
Cesarica Koken (孝謙天皇 Koken-teno, 718 – 28. avgust 770), znana tudi kot cesarica Šotoku (称徳天皇 Šotoku-teno) je 46. (kot cesarica Koken) in 48. japonska cesarica (kot cesarica Šotoku) v skladu s tradicionalnim dednim nasledstvom.
Cesarica je prvič vladala med leti 749 in 758, potem pa je po uporu Fudživara no Nakamara zopet sedla na prestol med letom 765 in 770, ko je umrla. Zapletena je bila s svečenikom Dokiojem in ga leta 764 imenovala za velikega ministra. Leta 766 je napredoval na položaj Hoo (svečeniški cesar), leta 770 pa je želel postati tudi cesar. Cesaričina smrt in odpor plemstva mu je spodnesel načrte. Ta incident je bil razlog za prestavitev prestolnice iz Nare (Heidžo-kjoja).
V japonski zgodovini je bila Genšo šesta od osmih žensk, ki so zasedle položaj cesarice regentke. Edine dokazane ženske monarhinje pred Genšo so bile cesarice Suiko, Kogjoku/Saimei, Džito, Genmei in Genšo. Po njej sta sledili cesarici Meišo in Go-Sakuramači.

## Tradicionalna zgodba
Cesaričino osebno ime (imina) je bilo Abe (阿倍). Njen oče je bil cesar Šomu, njena mati pa cesarica Komjo. Koken tradicionalno častijo na njenem grobu; cesarska hiša je določila Takano no Misasagi (高野陵) v Nari kot njen mavzolej. Kraj je javno dostopen.

### Dogodki tekom življenja cesarice Koken
- 19. avgust 749[9] (Tenpjo-kanpo, 1. leto, 7. mesec, 2. dan): V 25. letu vladavine cesarja Šomuja (聖武天皇二十五年) je le-ta abdiciral s prestola in dedovanje (senso) je pripadlo njegovi hčerki. Kmalu zatem naj bi zasedla prestol kot cesarica Koken.[10]
- 757: Neuspešna zarota za strmoglavljenje cesarice.[11]
- 758: Koken abdicira prestol v korist svojega daljnega sorodnika (bratranca cesarice Genšo in cesarja Monmuja), ki postane cesar Džunnin. Cesarica je vladala deset let.
- 764: V šestem letu vladavine cesarja Džunnina ga je njegova mati posvojiteljica odstranila s prestola. Nasledstvo prejme bivša cesarica Koken.
- 26. januar 765 (Tenpjo-hodži, 9. leto., 1. dan 1. meseca): Koken formalno ponovno zasede prestol (sokui) kot cesarica Šotoku.[12]
- 28. avgust 770 (Džingo-kejun, 4. leto, 4. dan 8. meseca): Cesarica Šotoku umre pri starosti 57 let[13], prestol ostane prazen.[14] Nasledi jo daljni sorodnik, vnuk prapradedovega (cesar Tenmu) brata (cesar Tendži), ki postane cesar Konin. Cesarica Šotoku je vladala pet let.

### Obdobjanengo
Leta vladavine cesarice Koken sovpadajo z več imeni dob (nengo).
- Tenpjo-kanpo (749)
- Tenpjo-šoho (749-757)
- Tenpjo Hodži (757-765)

Leta vladavine cesarice Šotoku sovpadajo z več imeni dob (nengo).
- Tenpjo-Hodži (757-765)
- Tenpjo-džingo (765-767)
- Džingo-keiun (767-770)

## Zapuščina
Cesarica je vladala v turbulentnih časih, saj je preživela poskusa prevrata tako Tačibana no Nakamara kot Fudživara no Nakamara. Danes se je spominjamo predvsem zaradi domnevne afere z budističnim menihom Dokioiem (道鏡), ki ga je obdarila z nazivi in močjo. Orakelj iz svetišča Usa, posvečenega kamiju Hačimanu (八幡), je razglasil, da naj bi bil Dokjo okronana za cesarja; ko je cesarica poslala Vake no Kijomara potrditi razglas, je Hačiman izjavil, da naj na prestol sedejo samo potomci cesarske krvi.
Čeprav je bilo še sedem drugih cesaric, so bili nasledniki navadno izbrani iz moške strani družine. Nič drugače ni bilo niti pri cesarici Šotoku. Nekateri konzervativni učenjaki trdijo, da so bile ženske na prestolu samo začasne vladarice, zaradi česar je potrebno tudi v 21. stoletju vzdrževati moško nasledstvo. Cesarica Genmei, ki jo je na prestolu nasledila Genšo, ostaja edina izjema temu konvencionalnega argumenta.
Sponzorirala naj bi izdelavo milijona pagod s tiskano sutro - Hjakumanto Dharani, eno največjih izdelav tiskovin na starem Japonskem.
Šotoku je na sredini 8. stoletja ustanovila budistični tempelj Otagi Nenbucu-dži v soseski Arašijama v Kjotu.

## Kugjo
Kugjo (公卿) je skupni izraz za peščico najbolj močnih moških, delujočih na dvoru japonskega cesarja v času pred obdobjem Meidži.
Večino časa so to elitno skupino sestavljali samo trije ali štirje možje naenkrat. Njihovo družinsko ozadje in izkušnje so jih pripeljale do vrha družbe. V času vladavine cesarice Koken so vrh organa Daidžo-kan sestavljaliː
- Taiho, Emi no Ošikacu (prej Fudživara no Nakamaro).[6]
- Daidžo-daidžin
- Sadaidžin, Tačibana no Moroe (prej Kacuragi-o, princ Kacuragi) (polbrat cesarice Komjo).[6]
- Udaidžin, Fudživara no Toionari (prvi sin Fudživara no Mučimara).; Fudživara no Nakamaro (drugi sin Fujiwara ne Muchimaro).[6]
- Naidaidžin
- Dainagon

Kugjo v času cesarice Šotoku je vključeval položaje:
- Daidžo-daidži, Dokjo.[13]
- Sadaidžin
- Udaidžin, Kibi Makibi.[13]
- Nadaidžin
- Dainagon, Fudživara Matate.[13]